# Revolución, Frontera Comalapa
Revolución är en ort i Mexiko.   Den ligger i kommunen Frontera Comalapa och delstaten Chiapas, i den sydöstra delen av landet, 900 km sydost om huvudstaden Mexico City. Revolución ligger 588 meter över havet och antalet invånare är 378.
Terrängen runt Revolución är huvudsakligen platt, men österut är den kuperad. Runt Revolución är det ganska tätbefolkat, med 83 invånare per kvadratkilometer. Närmaste större samhälle är Doctor Rodulfo Figueroa, 9,2 km väster om Revolución. Omgivningarna runt Revolución är en mosaik av jordbruksmark och naturlig växtlighet.